# Diapherodes
Diapherodes is een geslacht van Phasmatodea uit de familie Phasmatidae. De wetenschappelijke naam van dit geslacht is voor het eerst geldig gepubliceerd in 1835 door Gray.

## Soorten
Het geslacht Diapherodes omvat de volgende soorten:
- Diapherodes christopheri Westwood, 1859
- Diapherodes gigantea (Gmelin, 1789)
- Diapherodes grayi (Kaup, 1871)
- Diapherodes laevicollis Redtenbacher, 1908
- Diapherodes longiscapha Redtenbacher, 1908
- Diapherodes martinicensis Lelong & Langlois, 2005
- Diapherodes venustula (Serville, 1838)